# Paul Holdefleiß
Paul Holdefleiß (* 15. September 1865 in Salzmünde; † 15. März 1940 in Halle (Saale)) war ein deutscher Agrarwissenschaftler mit enzyklopädischer Interessenvielfalt. Er gehört zu den maßgebenden Mitbegründern der Agrarmeteorologie.

## Lebensweg
Paul Holdefleiß, Sohn eines Ökonomie-Inspektors, Bruder von Friedrich Holdefleiß, absolvierte zunächst eine mehrjährige Lehrzeit in einer Zuckerfabrik und auf mehreren Rübenbaubetrieben. 1890 begann er ein Studium der Landwirtschaft an der Universität Breslau. Während seines Studiums wurde er Mitglied des Vereins Deutscher Studenten Breslau. 1891 wechselte er an die Universität Halle (Saale) und wurde dort 1894 mit einer Dissertation über die Bedeutung der Rohfaser für die Tierernährung promoviert. Als Assistent von Julius Kühn beschäftigte er sich auch in den folgenden Jahren überwiegend mit Fragen der Tierernährung und der Futterqualität. 1897 habilitierte er sich in Halle mit einer experimentellen Arbeit über die Zusammensetzung der Stroh- und Spreuarten.
Bis zu seinem Tode war Holdefleiß als Hochschullehrer in Halle tätig. Nach fünfjähriger Tätigkeit als Privatdozent wurde er 1902 zum außerordentlichen Professor für Landwirtschaft und Vorsteher der Abteilung Pflanzenbau und Meteorologie des Landwirtschaftlichen Instituts der Universität Halle ernannt. Ab 1920 wirkte er als Ordinarius am neu gegründeten Institut für Pflanzenbau und Pflanzenzüchtung.
1934 wurde er Förderndes Mitglied der SS.

## Lehr- und Forschungstätigkeit
Holdefleiß war Vertreter der Idee von einer universellen Landwirtschaftswissenschaft im Sinne von Julius Kühn. Anfangs lag der Schwerpunkt seiner wissenschaftlichen Tätigkeit auf den Gebieten der Tierernährung und Tierzucht. Nach 1900 wandte er sich mehr dem Pflanzenbau und anderen Teilgebieten der Pflanzenproduktionslehre zu. Für lange Zeit galt der Pflanzenzüchtung seine besondere Aufmerksamkeit. Er hielt Vorlesungen über dieses Fachgebiet und veröffentlichte 1908 ein Buch über „Landwirtschaftliche Pflanzenzüchtung“. In Zusammenarbeit mit Theodor Roemer förderte er die Züchtung eiweißreicher Weizensorten und verbesserte die Methoden zur Qualitätsbestimmung des Brotgetreides.
Bereits als junger Dozent hatte Holdefleiß den hohen Wert längerfristiger Wettervoraussagen für die Landwirtschaft erkannt. Sein erster agrarmeteorologischer Beitrag „Die Bedeutung der Meteorologie für den Landwirth“ erschien 1899 in „Fühling´s Landwirtschaftlicher Zeitung“.  In den folgenden drei Jahrzehnten beschäftigte sich Holdfleiß besonders intensiv mit dem Einfluss der Witterung auf die Erträge der landwirtschaftlichen Kulturpflanzen. Gleichzeitig versuchte er die Landwirte mit den neuesten Erkenntnissen der Meteorologie vertraut zu machen. Diesem Ziel dienten zahlreiche Zeitschriftenaufsätze und mehrere Buchveröffentlichungen. Sein wissenschaftliches Hauptwerk auf diesem Fachgebiet ist das 1930 erschienene Buch „Agrarmeteorologie. Die Abhängigkeiten der Ernteerträge von Wetter und Klima“. Holdfleiß gehört zu den maßgebenden Mitbegründern der Agrarmeteorologie.
Von seinen Buchveröffentlichungen sind noch hervorzuheben „Der Wiesenbau“ (1919) und die „Einführung in die Begriffe der Landwirtschaft“ (1923). Mehrere umfangreiche Übersichtsbeiträge über Themen aus dem Gebiet der Pflanzenproduktionslehre veröffentlichte er in der Zeitschrift „Kühn-Archiv“. In anderen Aufsätzen behandelte er auch soziale Probleme der Landwirtschaft. Wiederholt hat er das Lebenswerk von Julius Kühn gewürdigt, u. a. als Mitherausgeber einer Festschrift anlässlich dessen 80. Geburtstages.

## Ehrungen
Am 7. Juli 1906 wurde Friedrich Richard Robert Johannes Paul Holdefleiss unter der Präsidentschaft des Mathematikers Albert Wangerin in den Fachsektionen Physik und Meteorologie sowie Botanik unter der Matrikel-Nr. 3219 als Mitglied in die Kaiserliche Leopoldinisch-Carolinische Deutsche Akademie der Naturforscher Leopoldina aufgenommen.

## Bücher und Schriften
- Bericht über die Feier des 70. Geburtstages von Julius Kühn, erstattet im Auftrage des Festkomitees (mit Max Ohnefalsch-Richter). Halle 1895.
- Die Bedeutung der Meteorologie für den Landwirth.In: Fühling´s Landwirtschaftliche Zeitung Jg. 48, 1899, S. 324–330 u. 361–366. Zugl. als Separatdruck Verlag Hugo Voigt Leipzig 1899.
- Betriebslehre für den kleinen Landwirt. Verlag Eugen Ulmer Stuttgart 1903  = Des Landmanns Winterabende Bd. 25.
- Julius Kühn - sein Leben und Wirken. Festschrift zum 80. Geburtstag am 23.Oktober 1905. Herausgegeben im Auftrage des Festsausschusses von F. Wohltmann und P. Holdefleiß. Verlag Paul Parey Berlin 1905.
- Witterungskunde für Landwirte. Eine Anleitung zur Anstellung meteorologischer Beobachtungen und zur Benutzung von Wetterkarten. Verlag Eugen Ulmer Stuttgart 1907.
- Landwirtschaftliche Pflanzenzüchtung. Verlag Max Jaenecke Hannover 1908. Neuauflage: Leipzig 1921 = Handbuch für die gesamte Landwirtschaft Abt. 33–37.
- Allgemeine Tierzucht. Fütterungslehre. Verlag Max Jaenicke Hannover 1907. Neuauflage: Leipzig 1921 = Handbuch für die gesamte Landwirtschaft Abt. 60 u. 61.
- Landwirtschaftliche Taxationslehre und Reinertragsveranschlagung. Verlag Max Jaenecke Hannover 1908. - 2. neubearb. Aufl. Verlag Paul Parey Berlin 1922 = Thaer-Bibliothek Bd. 39.
- Ackerbau in: Philipp Zorn, Herbert von Berger (Schriftleitung): Deutschland unter Kaiser Wilhelm II. hrsg. von Siegfried Körte, Friedrich Wilhelm von Loebell u. a. 3 Bände. R. Hobbing, Berlin 1914.
- F. Knauers Rübenbau. Für Landwirte und Zuckerfabrikanten. Neubearbeitet und herausgegeben von P. Holdfleiß. Verlag Paul Parey Berlin  10. Aufl. 1912; 11. Aufl. 1917, 12. Aufl. 1923 = Thaer-Bibliothek Bd. 19.
- Der Wiesenbau. Verlag E. Meyer Friedrichswerth 1918 = Landwirtschaftliche Bücherei Bd. 15.
- Einführung in die Begriffe der Landwirtschaft. Verlag Quelle & Meyer Leipzig 1923 = Wissenschaft und Bildung Bd. 192.
- Die Agrarmeteorologie. Die Abhängigkeiten der Ernteerträge von Wetter und Klima. Verlag Paul Parey Berlin 1930.